# Vườn quốc gia Dzanga-Ndoki
Vườn quốc gia Dzanga-Ndoki là vườn quốc gia nằm ở khu vực cực tây nam của Cộng hòa Trung Phi. Được thành lập vào năm 1990, vườn quốc gia này có diện tích 1.143,26 km2 (441,42 dặm vuông Anh). Nó được chia thành hai khu vực không liên tục là Dzanga ở phía bắc (công viên Dzanga) rộng 49.500 ha (122.000 mẫu Anh) và Ndoki ở phía nam (công viên Ndoki) rộng 72.500 ha (179.000 mẫu Anh). Đáng chú ý ở Dzanga là quần thể Khỉ đột đất thấp phía Tây quý hiếm với mật độ 1,6 cá thể/km vuông là một trong những nơi có mật độ cao nhất loài này.
Giữa hai khu vực của vườn quốc gia là Khu bảo tồn đặc biệt Dzanga-Sangha rộng 335.900 ha (830.000 mẫu Anh). Cả vườn quốc gia và khu bảo tồn đặc biệt được quản lý riêng biệt, đều là một phần của Tổ hợp khu bảo tồn Dzanga-Sangha (DSPAC).

## Địa lý
Vườn quốc gia Dzanga-Ndoki nằm ở cực tây nam của Cộng hòa Trung Phi trong một phần hình tam giác của đất nước. Con sông chính chảy qua vùng này là sông Sangha. Biên giới chuẩn giữa Cộng hòa Trung Phi và Cameroon, Cộng hòa Congo nằm trên sông Sangha có tọa độ là 2°13′14″B 16°11′31″Đ / 2,22056°B 16,19194°Đ cũng chính là ranh giới tận cùng phía tây nam của vườn quốc gia.
Vườn quốc gia có độ cao dao động từ 340 đến 615 m (1.115 đến 2.018 ft) so với mực nước biển. Toàn bộ vườn quốc gia là bãi cát phù sa. Dọc theo những con suối, rừng có thể được tìm thấy với những vùng đất trũng lầy lội được gọi là "bai". Dzanga Bai dịch ra có nghĩa là "ngôi làng của voi" là một vũng muối cát có kích thước 250 nhân 500 m (820 nhân 1.640 ft). Nó được cắt qua bởi một con suối. Từ năm 1997, Bai Hokou có cơ sở nghiên cứu tập tính khỉ đột núi và cho khách du lịch tham quan.
Nhật ký ghi chép vào những năm 1980 trong khu vực Dzanga nhưng không phải ở Ndoki là nơi có rừng nguyên sinh. Amis Kamiss đã viết vào năm 2006 khi đến thăm 15 địa điểm khai thác kim cương ở khu vực sông Lobé nằm ở phía tây bắc của vườn quốc gia.

## Động thực vật
Có ba kiểu rừng tại Dzanga-Ndoki chủ yếu là trên đất khô cằn là rừng bán thường xanh, rừng đầm lầy dọc theo các con sông và rừng Gilbertiodendron dewevrei tán khép kín. Rừng khô là một khu rừng mở, tán hỗn hợp bị chi phối bởi các loài họ Trôm và Du, phía dưới thấp là dày đặc các loài họ Dong và Gừng.
Về động vật, vườn quốc gia là nơi có một số quần thể động vật hoang dã nguyên vẹn gồm khỉ đột đất thấp phía Tây, voi rừng châu Phi, tinh tinh, lợn rừng lớn, lợn lông đỏ, linh dương Sitatunga, linh dương Bongo trâu rừng rậm châu Phi và 6 loài linh dương hoẵng. Đáng chú ý khi trong khu vực Dzanga là nơi có mật độ khỉ đột núi 1,6 cá thể/km² là một trong những nơi có mật độ cao nhất từng được báo cáo cho loài khỉ đột đất thấp phía tây.
Vườn quốc gia Dzanga-Ndoki được chỉ định là vùng chim quan trọng (#CF008). Nó tiếp giáp với hai vùng chim quan trọng khác là Lobéké của Cameroon (#CM033) và Nouabalé-Ndoki của Congo (#CG001). Hơn 350 loài chim đã được báo cáo tại vườn quốc gia, trong đó ít nhất 260 loài sinh sản, trong đó có loài Cổ đỏ rừng Sangha (Stiphrornis sanghensis) đã được mô tả là một loài mới chỉ được ghi nhận trong Dzanga-Sangha nhưng đang được điều tra thêm vì nó cũng có thể có mặt ở các khu vực lân cận thuộc Cộng hòa Dân chủ Congo, Cameroon và Cộng hòa Congo.
Vào tháng 5 năm 2013, việc giết hại 26 cá thể voi rừng châu Phi bởi những kẻ săn trộm trong khu vực Dzanga Bai, một khu bảo tồn nằm trong khu vực di sản thế giới Sangha Trinational (Ngã ba quốc gia sông Sangha) đã nhận được sự quan tâm của các nhà bảo tồn trên toàn thế giới.